# 押葉真吾
押葉 真吾（おしば しんご、1967年5月25日 - ）は、日本のシンガーソングライター、ベーシスト。ミュージック・ライター、小説家。
兵庫県出身。執筆活動には、辻本 颯 （つじもと りゅう）など様々な名前を使うときがある。

## 来歴
1980年代後半、原宿歩行者天国を中心に活動していたロックンロール・バンド「The Pin-Heads（ピンヘッズ）」のベース／ボーカルであり、リーダーだった。
ピンヘッズ解散後、様々なバンドで活動した後、ソロ活動を始める。
殆どのジョン・レノン関係の追悼イベントに出演していたほか、Dream Power ジョン・レノン スーパー・ライヴには第1回目の2001年から2013年まで全て出演している。。

## ディスコグライフィ

### アルバム
1. さよならストロベリーフィールズ (1999年12月05日) 2002年1月〜2月『ゆうせんインディーズ・カウント・ダウン』2か月連続1位
2. Paper World (2000年01月24日)
3. サンチャイルド ムーンチャイルド (2000年07月04日)
4. #1 (2001年12月19日)
5. #2 (2001年12月19日
6. ワンス アンド フォーエバー (2002年07月15日)
7. さよならストロベリーフィールズ: Rebirth (2005年12月08日)

### シングル
- しあわせのとり　兵庫県豊岡市のためのコウノトリSong (2006年)

## 執筆活動

### 小説
- 新選組×坂本竜馬 ラブ・アンド・ピースぜよ。—坂本竜馬はジョン・レノン?(2004年2月4日、辻本 颯)

### 雑誌連載
- Radio Apple House (月刊『ザ・ビートルズ』2000年5月号〜2005年3月号）
- P.S. I LOVE YOU (月刊『ザ・ビートルズ』2002年5月号〜12月号、2003年2月号、3月号）
- 仁義なきプロモ鑑賞 (月刊『ザ・ビートルズ』2003年4月号〜9月号、11月号、2004年1月号〜6月号）
- ビートルズ探偵物語 (月刊『ザ・ビートルズ』2004年7月号〜2005年4月号）
- オブ・ラ・ディ　オシ・バ・ダ (月刊『ザ・ビートルズ』2005年5月号〜）

### 編集協力
- ザ・ビートルズ・アンソロジー (2000年10月5日、編集リサーチ）
- 僕らのジョン・レノン ジョン・レノン生誕65年＆没後25年 (2005年10月30日、編集、辻本 颯）

### インタビュアーとしての活動
インタビュアーとしても活動も多く、アーティストのファンにも評価が高い。
奥田民生、吉井和哉、オノ・ヨーコ、ピート・ベスト、クラウス・フォアマン、スティーヴ・ルカサー、オリビア・ハリスン、ROY、山村 隆太、石丸さち子、Rusty Anderson、Brian Ray、内田裕也など多数。

## その他
- 2002年の活動では「オシバシンゴ」とカタカナ表記の名前を使用していたが、「おまえの名前は読みにくすぎる」と内田裕也に言われたからだと本人がラジオ[6]で語っていたことがある。
- 楽曲「ワンス アンド フォーエバー」は同名映画日本版のテーマ・ソング。
- Radio Apple House[7]では長らくアシスタントDJを務めていた。